# 查理·布朗的聖誕節
《查理·布朗的聖誕節》（英語：A Charlie Brown Christmas）是改編自美國漫畫家查爾斯·舒茲的作品《花生漫畫》、由比爾·梅蘭德茲負責執導、李·曼德森擔任製作人的電視動畫作品，於1965年12月9日在CBS電視網上作為聖誕節特別節目播放。
作品公開後獲得來自傳媒和影評人方面的好評，除了有得到艾美獎和皮博迪獎等榮譽外，往後也成為美國當地每年聖誕節期間都會重播的應景節目，以及替之後的花生動畫特別節目舖上了路。

## 劇情
聖誕節即將來臨，但查理·布朗心情卻很失落。雖然在以往的聖誕節都能收到禮物，但他的心情無法因為這樣高興起來，之後他的朋友露西建議他可以去學校參加聖誕話劇的導演來轉換心情。發現到他的狗史努比急於參加聖誕節的裝飾競賽來獲得大獎、妹妹莎莉希望聖誕老人今年聖誕節能送給她現金之後，查理·布朗決定要在大家把聖誕節給搞成世俗、商業化的氣氛下，來好好執導學校的聖誕話劇。
但在執導話劇的過程裡，露西等人都沒有配合查理·布朗的指示，把話劇的內容搞得不正經，讓查理·布朗決定要去外頭挑一棵合適的聖誕樹來轉換戲劇氣氛。在挑樹的過程中，查理·布朗中意一棵外觀樸實、非人工鋁製的小樹，而將它帶回。之後查理·布朗的朋友們以為他會去挑巨大的鋁製聖誕樹；但卻是挑不起眼的小樹回來，讓大伙忍不住嘲笑他。
被大家嘲笑的查理·布朗開始感嘆到底何謂聖誕節的真正涵義時，他的摯友奈勒斯為他朗讀了一段路加福音裡第二章8至14節，描述主耶穌將在馬槽誕生、造福世人的內容。聽完奈勒斯的朗讀後，查理·布朗恢復了信心將小樹拿回家裡照顧，其他人也停止了嘲諷跟著查理·布朗一起離開了校園。之後查理·布朗把小樹放在家裡的院子，並把史努比用來參加裝飾競賽的飾品放在小樹上。但沒想到飾品才剛一放，就把小樹給弄倒，發現自己又把事情搞砸的查理·布朗便沮喪地進入家裡。
發現剛剛嘲笑查理·布朗太過份的露西一行人，一起把那棵小樹給好好裝飾成一株美麗的聖誕樹，當查理·布朗正納悶大家在對他的樹做什麼事情而來到院子時，對大家替小樹所作出的一番心意感到驚喜。隨後大家祝賀查理·布朗聖誕節快樂，並與他一同在飄雪的夜晚裡，一起愉快地大合唱《聽啊！天使高聲唱》迎接佳節。

## 製作

### 過程
查爾斯·舒茲所創作的《花生漫畫》在1960年代期間逐漸打響知名度後，電視製作人李·曼德森開始考慮對此作品拍攝紀錄影片，之後曼德森聯絡了舒茲，想與他討論此計劃的可行性。
因舒茲私下是狂熱的棒球愛好者，他對於曼德森之前對棒球選手威利·梅斯所拍攝的紀錄片《名叫梅斯的男人》（A Man Named Mays）相當欣賞，便邀請對方到他那棟位於加州塞瓦斯托波爾的居所來討論。在曼德森所構想拍攝的紀錄片中，他希望能穿插一到兩分鐘的《花生漫畫》動畫在裡頭，得知對方的想法後，舒茲想起先前曾與動畫導演比爾·梅蘭德茲合作拍攝《花生漫畫》的福特汽車廣告，便推薦對方為製作動畫的人選。之後完成的紀錄片是《一位名叫查理·布朗的男孩》。
到了1965年4月期間，曼德森接到來自麥肯廣告公司約翰·艾倫（John Allen）的電話，對方詢問曼德森是否有製作聖誕節的特別節目，因曼德森當時正在找尋對之前所作紀錄片有興趣的商家，便直接答應艾倫的要求。艾倫之後告訴曼德森他們的客戶可口可樂公司需要半小時長度的《花生漫畫》動畫，來作為聖誕節特別節目，並希望曼德森能在通完這份電話後的下週一給他動畫內容大綱。
發現貿然答應接手一份不好處理的事務後，曼德森立刻聯絡上舒茲，來討論《花生漫畫》的聖誕節特別節目內容。當時兩人在一天內想出了劇情的大致內容，裡頭包括了冬季場景、校園戲劇、朗讀聖經等場景，並計劃結合爵士樂與傳統音樂的曲子。
之後艾倫回覆了曼德森，表示可口可樂對他們構思的動畫《查理·布朗的聖誕節》內容感興趣；但想要在聖誕節前的12月初就公開。於是曼德森、舒茲、梅蘭德茲等人便在剩下6個月內的時限裡，開始著手製作。

### 劇本
影片內容方面，舒茲所想要傳遞的主題是「聖誕節的真實意義」。其中劇中所出現的雪景和溜冰場面，被認為靈感是來自於舒茲小時所生長的環境，即美國北方明尼蘇達一帶所激發的。
因舒茲本身對於宗教有著濃厚信仰，便安排讓《花生漫畫》角色奈勒斯·潘貝魯特在劇中朗讀一段聖經，儘管在電視上播放這樣內容可能會涉及敏感的宗教議題，舒茲仍堅持要如此安排，曼德森回憶當時舒茲曾表示著「若我們不這樣做，還有會誰做呢？」。舒茲的動機往後被大學研究員史蒂芬·林德（Stephen Lind）分析出是正確的，因為在60年代的美國聖誕節電視節目裡，僅有不到9%會在內容裡實質地提到宗教。
在節目賣給可口可樂公司後，曼德森與梅蘭德茲前往舒茲家中與他會面。當時曼德森提及在之前的聖誕節裡，有和配偶一同對他們的孩子閱讀安徒生的童話《樅樹》，舒茲聽完之後，表示要在節目裡安排一棵會另人聯想到主角查理·布朗的樹。曼德森也另外提出想在節目裡安排多個笑料橋段，但舒茲未接受這個建議。

### 動畫
CBS當時提撥了7萬6千美元預算給予製作動畫，到了作品完成時則超額支出了2萬美元。因曼德森先前曾在華特迪士尼與華納兄弟旗下的卡通公司工作過，這次參與的《查理·布朗的聖誕節》讓他有機會接觸到實際的動畫製作。
對於梅蘭德茲所負責處理的動畫部份，起初曼德森不確定是否能在6個月內完成約半小時長度的動畫，之後梅蘭德茲在4個月內便遞交出了成品，其中CBS電視網一方曾經提出希望能製作出一小時時間的節目，但被梅蘭德茲認為過長而拒絕。
梅蘭德茲完成的成品為每秒12張張數的動畫，並耗盡了約1萬3千張左右的圖紙。另外梅蘭德茲在此之前從未做過半小時左右長度的動畫，便曾向動畫導演威廉·漢納尋求建議，但威廉·漢納之後並沒有給予特別回應。

### 配音
劇中配音人選不採用專業的配音員，而是挑選接近劇中角色年齡的孩童來擔任。主角查理·布朗由當時8歲的彼得·羅賓斯負責，其中他那位在好萊塢擔任代理人事務的祖母有替製作團隊物色到擔任奈勒斯的人選克里斯·席亞（Chris Shea），奈勒斯的姐姐露西則是翠西·斯特拉特福（Tracy Stratford）來配音。
史努比的部份起初一直找不到合適的人選，最後是由梅蘭德茲出面親自配音，錄製方式是將他隨口胡言亂語的內容給調快，以產生出特別效果。

### 音樂
影片的背景配樂由爵士音樂家文斯·葛拉迪創作，曼德森過去在廣播收聽到葛拉迪的《Cast Your Fate to the Wind》曲子後相當欣賞，便有邀請葛拉迪替紀錄片《一位名叫查理·布朗的男孩》製作配樂，之後在《查理·布朗的聖誕節》裡也同樣請對方擔任音樂創作。
葛拉迪除了引用先前在《一位名叫查理·布朗的男孩》裡創作的曲子《奈勒斯與露西》之外，另外編寫了《溜冰》（Skating）、《現在是聖誕節時刻》原創曲目，並且挑選了《聖誕樹》、《聽啊！天使高聲唱》等傳統聖誕歌謠。其中《現在是聖誕節時刻》的歌詞，是曼德森在葛拉迪找不到填詞人選時，親自接手完成的。
影片開頭曲目《現在是聖誕節時刻》以及片尾《聽啊！天使高聲唱》是請位於聖拉菲爾的聖保羅聖公會教堂（St. Paul's Episcopal Church）孩童合唱團演唱。合唱團錄製的時間是臨近節目公開的秋季末，因在錄製過程會延遲到深夜才結束，導致一些孩童父母不滿而拒絕再讓他們的孩子參加，而得另外找尋新成員替補的情況發生。領導孩子們演唱的是貝利·米恩（Barry Mineah），當時他雖力求孩子們能呈現完美演出，但曼德森與葛拉迪不建議他這麼做，認為只要自然表現出孩子們的樣子即可，最後所採用的《聽啊！天使高聲唱》就是演唱內容有稍微走調的版本。
節目的原聲帶黑膠唱片發行後也獲得迴響，但初版黑膠唱片上僅標註葛拉迪為主要樂手，忽略了低音提琴手福瑞德·馬歇爾（Fred Marshall）與鼓手傑利·葛拉利的演出，葛拉迪也因為此爭議而遭受批評。

## 反應

### 公開
節目在CBS電視網的首播是在1965年12月9日北美東部時區晚間7點半，估計當時約有1千5百多萬民眾觀看，是僅次於同一時段NBC所播放《Bonanza》的收視率第二高節目。
獲得大眾迴響後，CBS從隔年開始每年的12月期間都會重播此節目。到了2001年起，則轉由ABC電視網同樣在每年此時段播放。

### 評價
在曼德森向位於紐約的節目高層展示這部《查理·布朗的聖誕節》時，對方有提出作品內容步調緩慢、背景音樂不搭、畫面看起來太簡單等等以上負面反應。之後導演梅蘭德茲也在電視播放此節目前有先到試映劇院觀看，當時他看完後有向動畫師團隊表示著「好極了，我們把這給毀了」（My golly, we've killed it）如此回應。雖然梅蘭德茲對於成品內容信心不足，但他的製作團隊中一位名叫艾德·拉維特（Ed Levitt）的動畫師認為這是他看過最好的聖誕節特別節目，並且應該連續給它播放個一百年。
後續節目高層有邀請《時代雜誌》影評人理查·博格海姆（Richard Burgheim）觀看這部動畫，想聽聽對方的看法。博格海姆對此作品則給予了正面的回應，稱讚有著不矯飾的內容與劇本，是個屬於孩子們的聖誕特別節目。
傳媒的看法部份，報刊《好萊塢報導》形容此節目如同是一本令人愉悅、有趣的小說，雜誌《綜藝》則表示內容引人入勝、難以讓人忘懷。《紐約郵報》認為這是一部將漫畫內容，精巧地轉移至電視螢幕上的作品。《華盛頓郵報》方面，敘述出了「天生的失敗者查理·布朗，在這一晚成為了真正的贏家」的心得。《紐約世界電訊報》肯定劇中奈勒斯朗讀聖經的那段劇情，認為他對耶穌誕生的講解簡明易懂，是節目的劇情亮點。《費城詢問報》表示這是一部耶誕季節的經典，能令人感到暖意和娛樂的作品。《舊金山紀事報》稱讚劇中查理·布朗的演出，可說是電視節目界的瑰寶。
節目上映後除獲得皮博迪獎之外，也在1966年受艾美獎頒贈最佳兒童節目獎項的榮譽，當時舒茲接受此獎項時開玩笑地表示著「查理·布朗不太習慣能當上贏家，在此非常謝謝各位」。

### 影響

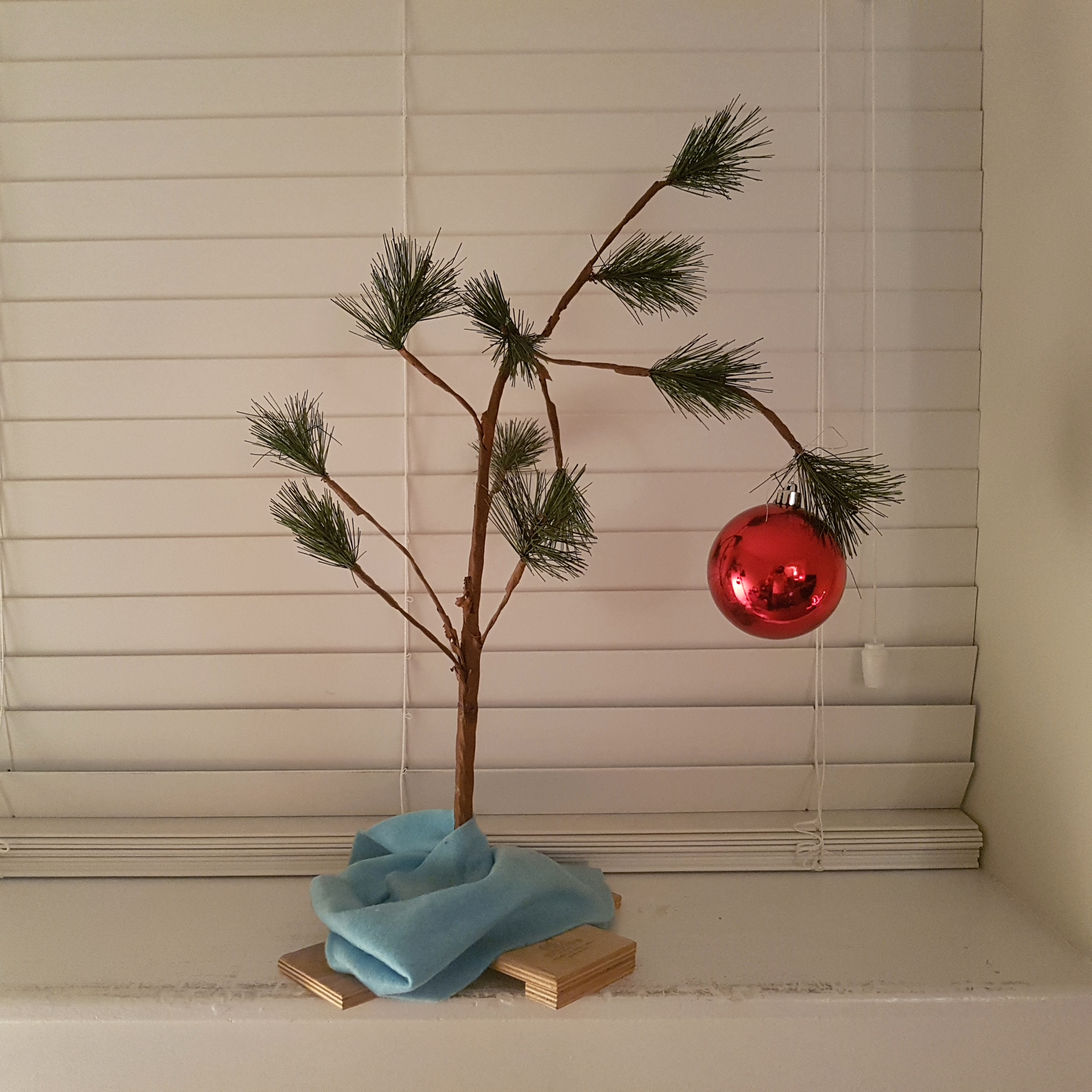
一株仿造劇中查理·布朗的聖誕樹。

從1958年至1965年期間，美國民間習慣在聖誕節採購鋁製的聖誕樹，在《查理·布朗的聖誕節》於電視上播放的後兩年時間內，鋁製聖誕樹在市場上便乏人問津，而「查理·布朗的聖誕樹」也被視為一種貧乏或是極簡主義風格的聖誕節裝飾代名詞。
此部片影響數名人士投入到動畫界，如執導過迪士尼數部電影動畫的艾瑞克·戈德堡，或是隸屬皮克斯工作室的安德魯·史坦頓、彼特·達克特等人。節目裡的配樂也有影響到一些樂手對於爵士樂的演奏方式，例如喬治·溫斯頓。

## 改編
2013年美國的授權組織Tams-Witmark Music Library公司獲得舒茲和曼德森家族的許可後，開始進行《查理·布朗的聖誕節》舞台劇版的改編。
舞台劇內容上遵循著的動畫版劇情，除了沿用葛拉迪製作的配樂之外，另外包含了一些挑選的聖誕節歌曲。舞台劇之後有在上百間的學校、教堂、社區戲院等地點演出。